# Vietnams håndboldlandshold (damer)
Vietnams håndboldlandshold er landsholdet for kvinder i Vietnam. Det styres af Vietnam Handball Federation og deltager i internationale håndboldkonkurrencer.

## Asiatisk mesterskab
- 2008 - 6.
- 2017 - 6.